# Yuhina nigrimenta
La yuhina barbinegra (Yuhina nigrimenta) es una especie de ave paseriforme de la familia Zosteropidae propia de las montañas del sur de Asia.

## Distribución y hábitat
Se encuentra en el Himalaya y las regiones montañosas del sudeste asiático, distribuido por el norte de la India, Bután, Nepal, Bangladés, Birmania, China, Camboya, Laos y Tailandia. Su hábitat natural son los bosques de montaña tanto tropicales como subtropicales.